# Honorata Zapová
Honorata Zapová, rozená z Wiśniowských (5. dubna 1825 Sňatyn – 4. ledna 1856 Praha) byla polská šlechtična, spisovatelka a překladatelka. Provdala se za českého historika, pedagoga a spisovatele Karla Vladislava Zapa.

## Život

### Mládí v Polsku a sňatek
Narodila se ve zchudlé haličské šlechtické rodině Wiśniowských (Wiśniewski). Dostalo se jí širokého soukromého vzdělání. Když jí bylo třináct let, seznámila se s Karlem Vladislavem Zapem, který byl o třináct let starší a přišel tehdy do Haliče jako rakousko-uherský úředník kamerální správy. Dne 22. srpna 1841 si jej v Korniči nad Prutem vzala za manžela a odcestovala s ním nejprve do Lvova. V roce 1842 u Zapů ve Lvově přebýval při své cestě do Ruska Karel Havlíček Borovský a stal se jejich přítelem.
Intenzivně se učila česky a v roce 1843 napsala svůj první literární příspěvek Obrazy z mé otčiny, který vyšel v časopisu Kwěty v lednu 1844.

### Život v Čechách
Na jaře 1845 byl manžel přeložen do Prahy. Rodina bydlela na dnešním Masarykově nábřeží, naproti Slovanskému ostrovu (Žofínu). Zde se Honorata setkala s pro ni novým pražským měšťanským prostředím. Svým přístupem a otevřeností si nadělala mezi pražskými dámami nepřátele. Zajímavým dokladem těchto problémů je korespondence mezi Karlem Vladislavem Zapem a Ludvíkem z Rittersbegu:
- červenec 1845 - dopis Ludvíka z Rittersbegu Karlu Zapovi: Vaší paní manželce račte ode mne pověděti, aby byla nanejvýš prozřetelná v kritice Pražských Ženštin, aby sobě neučinila tolik nepřítelkyň, že by potom sotva mohla v Praze žiti, a nechť se za tu radu na mne nehněvá. Však sám víte, že sice s Poláky člověk se může trochu vaditi a zas dosti často smířiti, ale u nás nepřítel právě vždycky zůstane nepřítelem...
- na jaře 1846 si Zap v dopisu Rittersbergovi stěžuje, že ...v Praze manželce mojí ubližují
- na to mu Rittersberg odpověděl dopisem z 10. března 1846, kde píše: Jestliže v Praze Vaší manželce ubližují, tedy jste muž a máte se jí zastati.[7]

Našla zde ale i několik přítelkyň, které jí pomáhaly potíže překonat (Františka Bohunka Pichlová, Božena Julie Šafaříková, Růžena Karafiátová a Anna Vlastimila Růžičková, její blízkou přítelkyní a rádkyní byla Anna Hlavsová, která ji naučila českým měšťanským způsobem vést domácnost).
Revoluční období roku 1848 zastihlo Honoratu Zapovou s dětmi v pražském bytě bez manžela; ten byl v té době v Kopidlně jako zemský komisař pro volby do zemského sněmu. Sama se zúčastnila schůze českých žen za propuštění zajatců při svatodušních bouřích. Zážitky z června 1848 popsala dramaticky v dopisu manželovi. (Její nejmladší syn Bohumil byl v té době pětiměsíční, Honorata krátce po vypuknutí revoluce Prahu opustila.)
V roce 1850 navštívila rodné Polsko, o jejím pobytu se též zachovala korespondence s manželem.

### Manželství

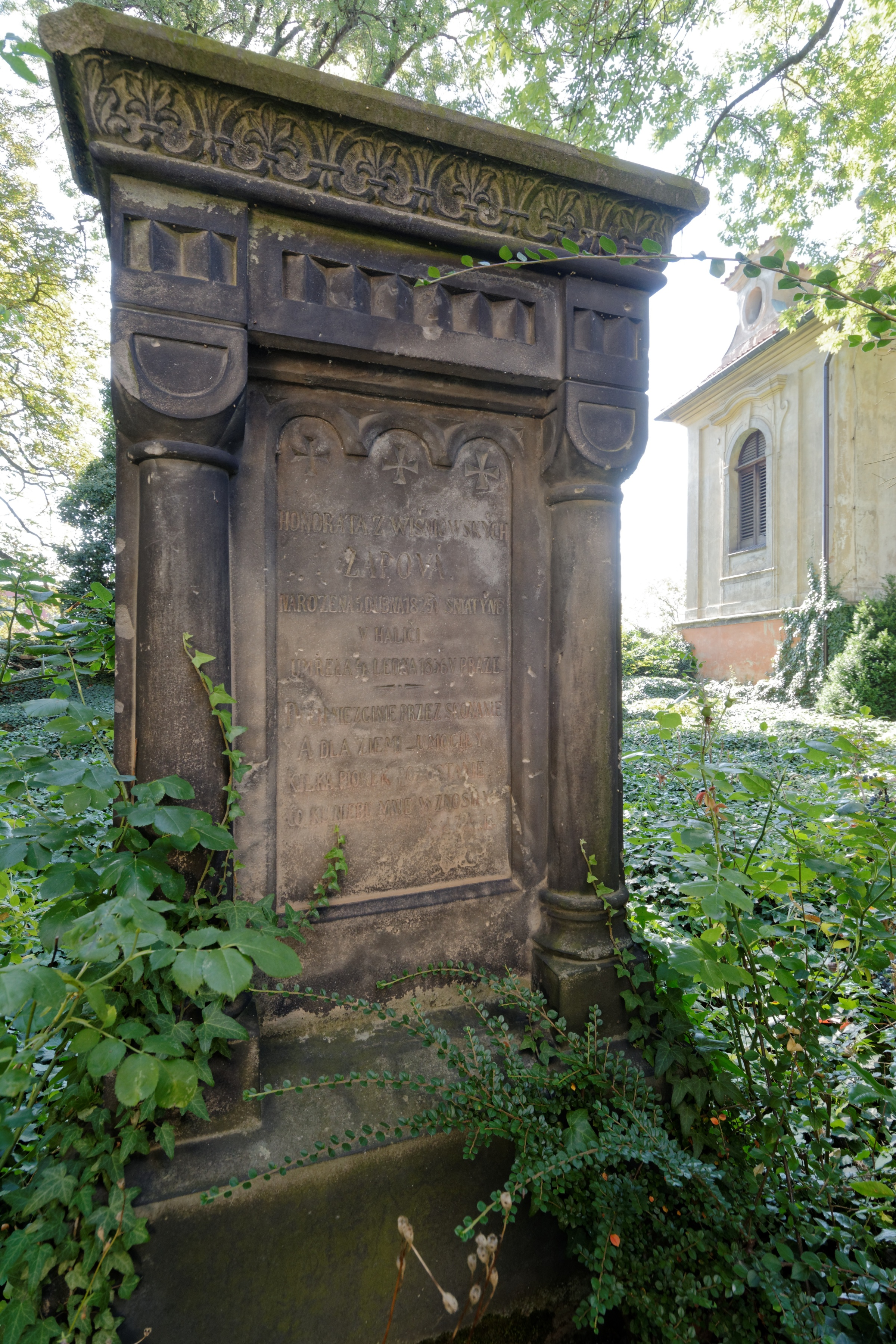
Náhrobek Honoraty Zapové na hřbitově u kostela svatého Václava na Proseku

Manželství nebylo šťastné, jak lze vyčíst z dopisů a deníku, které se zachovaly. Rodina žila v nedostatku. Manžel přenechal Horonatě veškeré starosti o chod domácnosti. Podporoval sice její vzdělávání, ale nelibě nesl její společenskou angažovanost. Navíc část české měšťanské vlastenecké společnosti se na ni dívala s nedůvěrou a nepochopením.
Horonata porodila za čtrnáct let manželství sedm dětí (čtyři z nich zemřely v útlém věku). První se narodila dcera Bronislava (8. června 1842 - 25. ledna 1843). Policejní přihláška uvádí jména dalších čtyř z těchto dětí takto: Ludmilla (1843-??), Zdislava (1846-??), Bohumil (Gottlieb, 1848-??), který se stal ředitelem cukrovaru v Klobukách u Slaného, Olga (1850-??)

### Závěr života
Zemřela ve třiceti letech v Praze, na tuberkulózu. Je pohřbena na starém Proseckém hřbitově u kostela svatého Václava v Praze. Na jejím náhrobku je následující text:
Honorata z Wiśniowských Zapová

narozena 5. dubna 1825 v Sniatyně v Haliči

umřela 4. ledna 1856 v Praze

| „                      | Duch nie zginie przez skonanie, A dla ziemi u mogily, Kilka piórek pozostanie, Co k niebu mie, roznosily. | “ |
| — Józef Bohdan Zaleski | |   |

## Dílo
Svou hlavní úlohu viděla v emancipovaném vzdělávání dívek.

### Spolek Slovanek a škola pro dívky
Spolu s Johanou Fričovou (1809–1849, manželka dr. Josefa Friče) a Františkou (Svatavou) Amerlingovou (1812–1887, manželka Karla Slavoje Amerlinga) byla iniciátorkou založení Spolku Slovanek (původní název Sestry Slovanské, což byl první ženský spolek v Čechách vzniklý v roce 1848. Jeho trvání však nebylo dlouhé, již v září 1850 psal Karel Zap manželce, že spolek byl přejmenován na Výbor dam pro ženské vychování.
S návrhem založení vlastního výchovného a vzdělávacího ústavu pro české dívky oslovil Josef Wenzig nejprve Boženu Němcovou. Když ta odmítla, inspiroval Honoratu Zapovou. Podařilo se jí získat i potřebné prostředky a ústav byl na podzim roku 1855 otevřen. Provoz penzionátu ale již v prosinci téhož roku, krátce před svou smrtí, ukončila..

### Spisy
- Nezabudky : dar našim pannám / z pozůstalých spisův Honoraty z Wiśniowských Zapové, V Praze : v komisí u Hermana Dominikusa, 1859, dostupné on-line, další tři vydání vyšla v nakladatelství I. L. Kober v letech 1863, 1866 a 1870. (Jedná se o volné zpracování polské předlohy Památka po dobré matce, kterou napsala Klementyna Hoffmanowa (1798–1845). Kniha vyšla až po její smrti a ve své době byla populární.)

### Časopisecké příspěvky
Přispívala do časopisů Lumír, Česká včela, Květy a Koleda.
- 1844 Obrazy z mé otčiny v časopisu Kwěty[6]
- 1845 Paní starostka Międzyrzecká[19]
- 1846  Obrazy ze života Rusínu nad-Prutských (Tetjana, Den sv. Jiří). Česká Wčela. 03. 03. 1846, roč. 13, čís. 18, s. 71-. Dostupné online. ISSN 1801-3449.
- 1851 Z WIŚNIÓWSKICH-ZAPOVÁ, Honorata. Obrazy ze života Huculův, horákův karpatských. Koleda. Kalendář na rok obyčejný 1851. 1851, s. 133–147. (Tato práce obsahovala i kritické myšlenky na adresu české společnosti. České kruhy reagovaly podrážděně.[20] Autorky se zastali někteří její přátelé, například Karel Havlíček Borovský.[21])

### Překlady
- Ignacy Krasicki: dvě bajky
- Józef Korzeniowski: Obžínky : veselohra se zpěvy ve dvou jednáních, podle J. Kořeňovského "Qui pro quo" z polského přeložená od H. z V.Z., V Praze : Tisk a náklad Jarosl. Pospíšila, 1853
- Józef Korzeniowski: Stará místo mladé, 1853